# التنوردر
التنوردر (به آلمانی: Altenwerder) یک منطقهٔ مسکونی در آلمان است که در هامبورگ واقع شده‌است.

## خصوصیات
التنوردر ۲ نفر جمعیت دارد.